# Czerwona Górka (Sainte-Croix)
Pour l’article homonyme, voir Czerwona Górka (Bartoszyce).
Czerwona Górka est une localité polonaise de la gmina de Łączna, située dans le powiat de Skarżysko en voïvodie de Sainte-Croix.